# Polnisches Rotes Kreuz

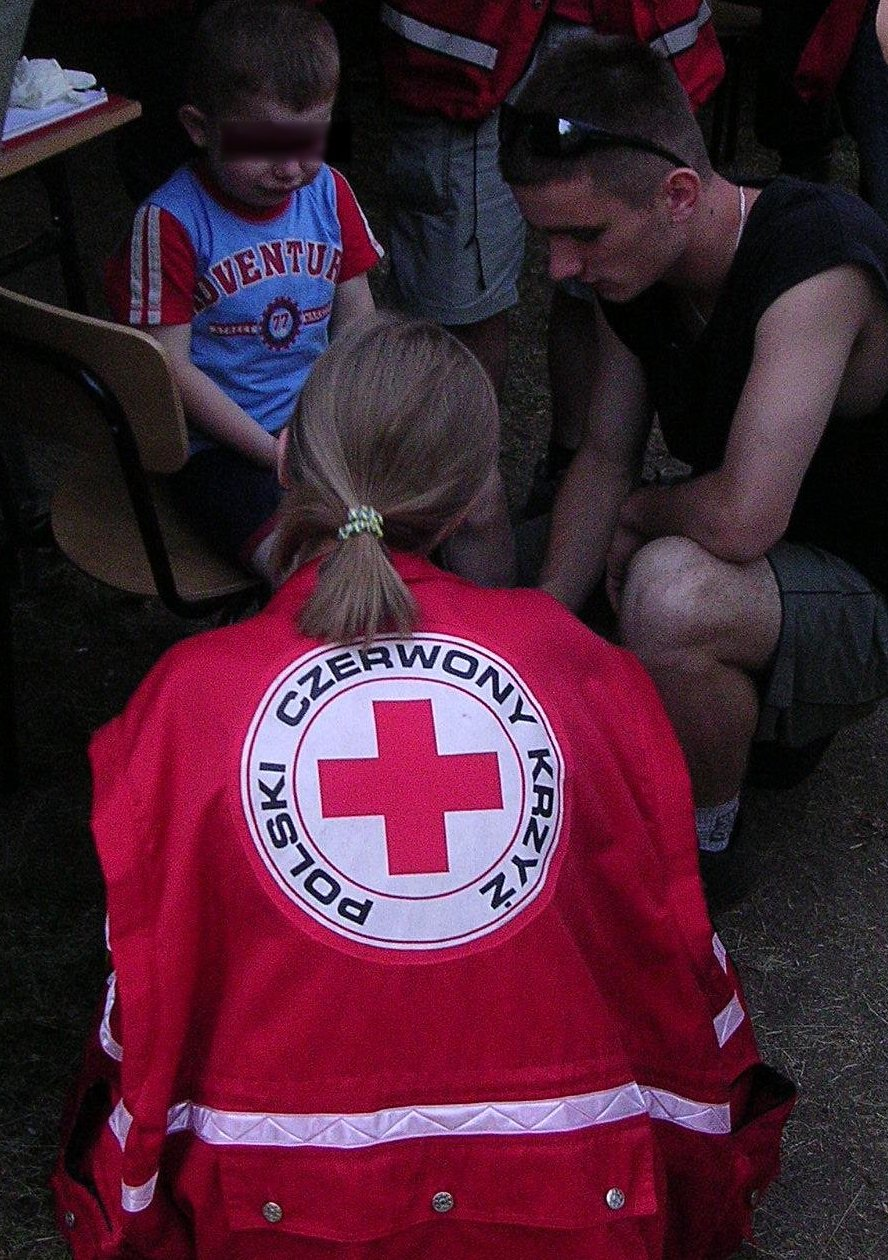
Sanitäterin des PCK (2006)

Das Polnische Rote Kreuz (polnisch Polski Czerwony Krzyż, kurz PCK) ist die nationale Organisation des Roten Kreuzes in Polen. Die humanitäre Organisation wurde 1919 gegründet und hat ihren Sitz in Warschau.

## Ziele und Aktivitäten
Das Polnische Rote Kreuz ist Teil der Internationalen Rotkreuz- und Rothalbmondbewegung. Es lässt sich von folgenden Prinzipien leiten:
- Verbreitung des humanitären Völkerrechts
- Betrieb des Nationalen Informations- und Suchbüros
- Förderung der freiwilligen Blutspende
- Hilfe für Opfer von Naturkatastrophen und Katastrophen in Polen und im Ausland
- Betreuung und Sozialhilfe
- Förderung angemessener gesundheitlicher und ökologischer Verhaltensweisen
- Erste-Hilfe-Ausbildung nach EU-Standards
- Bildungsarbeit unter Kindern und Jugendlichen, Freiwilligenarbeit

## Geschichte
In Polen wurde die Organisation nach der Wiedererlangung der Unabhängigkeit im Jahr 1919 als Polnische Rote Kreuz-Gesellschaft gegründet. Am 18. Januar 1919 wurde auf Initiative des Polnischen Samariterbundes ein Rat aller in den polnischen Gebieten tätigen Organisationen einberufen, der sich an den Idealen des Roten Kreuzes orientierte. Während des Treffens, das unter der Schirmherrschaft von Helena Paderewska stattfand, gründeten diese Organisationen die Gesellschaft des Polnischen Roten Kreuzes. Der erste Präsident der Organisation war Paweł Sapieha. Im Jahr 1927 änderte die Gesellschaft des Polnischen Roten Kreuzes ihren Namen in Polnisches Rotes Kreuz, das seit über 100 Jahren ununterbrochen tätig ist.